# Globurău, Caraș-Severin
Globurău este un sat în comuna Mehadia din județul Caraș-Severin, Banat, România.

## Personalități
- Danil Ilițescu (1885 - 1958), deputat în Marea Adunare Națională de la Alba Iulia 1918

## Legături externe

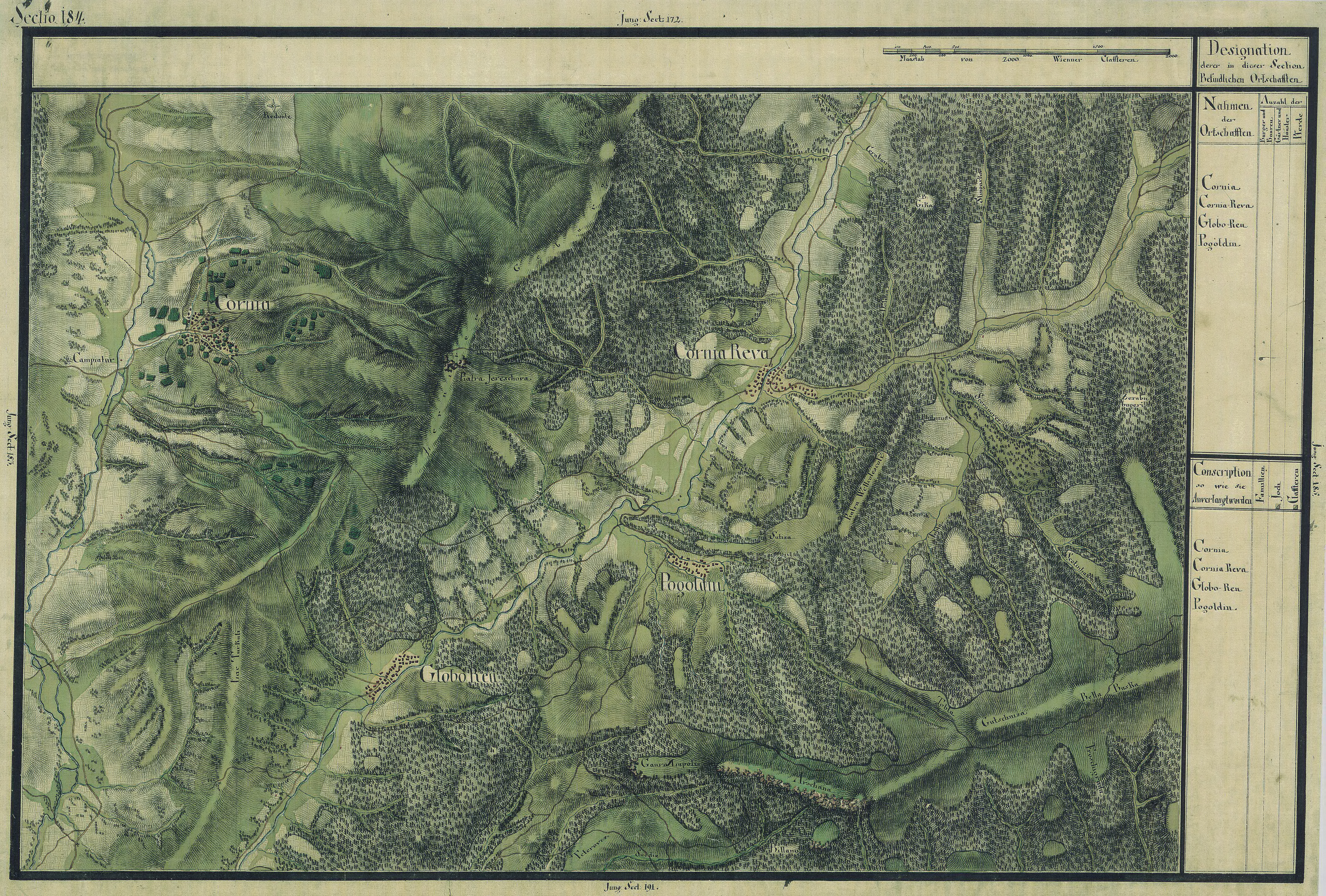
Globurău în Harta Iosefină a Banatului, 1769-72